# Sergio Paravic Valdivia
Sergio Paravic Valdivia (Antofagasta, 3. svibnja 1926.) (Sergio Mladen Paravic Valdivia[dodatno provjeriti drugo ime]) čileanski je akademik rodom iz zajednice Hrvata. Obitelj je podrijetlom iz Rijeke. Po struci je arhitekt iz Valparaisa. Potomak je Juana Simóna Paravica Tadejevica, jednog od prvih doseljenika u Magallanes. Rođak je povjesničara Gastóna Droguetta Valdivije.

## Karijera
Bio je šef planskog reguliranja grada Valparaisa. 1958. je razvio prijedlog kolege Juana Barrere o oživljavanju predjela Portalesa u kojem je život bio užasan zbog nazočnosti klaonice i smradova koji su se širili iz nje.
Knjižničarem je i antikvarom Čileanske akademije pomorske i pomoračke povijesti, čijim je članom upravnog odbora od 2010. godine. Članom je žirija (kao počasni akademik) na natječaju pomorske povijesti La Amada de Chiledurante la independencia 1810-1826 koji organizira Corporación Patrimonio Marítimo de Chile.

U djelu La boca oriental del Estrecho de Magallanes pisao je o ratificiranju suverenih prava države Čilea u području Tjesnaca, uz pravno-diplomatske antecedente i njihovih rezultata u Sporazumu iz 1881. godine. 

## Djela
- La boca oriental del Estrecho de Magallanes, Instituto de Investigaciones del Patrimonio Territorial de Chile, Universidad de Santiago, 1986.
- Crónicas antárticas, Instituto de Investigaciones del Patrimonio Territorial de Chile, Universidad de Santiago, 1988.
- Historia naval y marítima[9]
- Proyectos de dársenas en El Almendral a consecuencia del terremoto de 1906 en Valparaíso,[10]
- El Proyectado Archipiélago de Rapa Nui - Una extensión de la Zona Económica Exclusiva de Isla de Pascua (isključiva ekonomska zona Uskršnjeg Otoka)[11]
- Viaje del escampavia toroal Canal Beagle en 1888. Comentarios al diario de viaje de don Simón Juan Paravic Tadejevic (Boletín de la Academia de Historia Naval y Marítima de Chile, br.4, Academia de Historia Naval y Marítima de Chile, Valparaíso, str. 165)[12]
- La Isla de Pascua, objetivo del turismo cultural[13]
- Los cañones de 12” chileno-americano para las fortificaciones de Talcahuano (1916)[12]
- Valparaíso: Fundación en la costa del mar. Ejemplo de aplicación de la Ordenanza de Carlos V (Boletín de la Academia de Historia Naval y Marítima de Chile, br. 1, Academia de Historia Naval y Marítima de Chile, Valparaíso, str. 37)[12]
- Proyectos de obras portuarias en Valparaíso que antecedieron al definitivo (Boletín de la Academia de Historia Naval y Marítima de Chile, br. 9, Academia de Historia Naval y Marítima de Chile, Valparaíso, 2005., str. 199.)[12]
- Plan regulador comunal del puerto y bahia de Mejillones, 1999.[14]
- Plan regulador comunal de San Pedro de Atacama.[15] (šef projekta urbanske planifikacije)
- Chile en el Pacífico. Visión Histórico - Jurídica de las Fronteras Marítimas de Chile,[16]
- PROYECTOS DE PUERTOS Y DÁRSENAS EN LA BAHÍA DE VALPARAÍSO,[17]
- La expedición de la "Romanche" de Louis Martial  u zborniku De Saint Malo a Valparaíso : influencia de Francia en el desarrollo de los intereses marítimos chilenos, 2004.[18][19]
- Situación habitacional del area metropolitana de Valparaíso, 1968.[20]
- Proyectos de obras portuarias en Valparaíso que antecedieron al proyecto definitivo. Boletín de la Academia de Historia Naval y Marítima de Chile, br. 9, Academia de Historia Naval y Marítima de Chile, Valparaíso, 2005.[21]
- Macrovisión urbanística territorial de la V Región. Valparaíso u zborniku ValparaÍso Y La Quinta RegiÓn, Instituto de Investigaciones del Patrimonio Territorial de Chile,  Universidad de Santiago de Chile, Verano 1988 a 1989.

- prijevodi
- Robbins, B. y Lewis, E.R., Los cañones de 12" chileno-americanos para las fortificaciones de Talcahuano (komentari i prijevod Sergio Paravic Valdivia), BAHNM, N° 5, 2001., 187-202[22]

## Vanjske poveznice
- Patrimonio maritimo  Arhivirana inačica izvorne stranice od 5. ožujka 2016. (Wayback Machine) ASAMBLEA GENERAL ORDINARIA DE LA CORPORACIÓN “PATRIMONIO MARITIMO DE CHILE” 2010.
- Telegrafo Una audiencia variopinta se congrega en cita académica
- El Mercurio Ciclo de música de cámara (slika)
- El Mercurio Homenaje a los Yaganes y el aporte a la navegación (konferencija) (na slici Patricia Stambuck i Sergio Paravic)